# Catacumbas de Priscila
Las catacumbas de Priscila son un cementerio romano-paleocristiano que se encuentra en la Via Salaria dentro de la ciudad de Roma. Se trata de uno de los cementerios romanos más antiguos que se han descubierto y conserva algunos frescos de especial importancia para la historia del arte, por ejemplo, las primeras representaciones de la Virgen María o de la Anunciación.

## Sobre el nombre

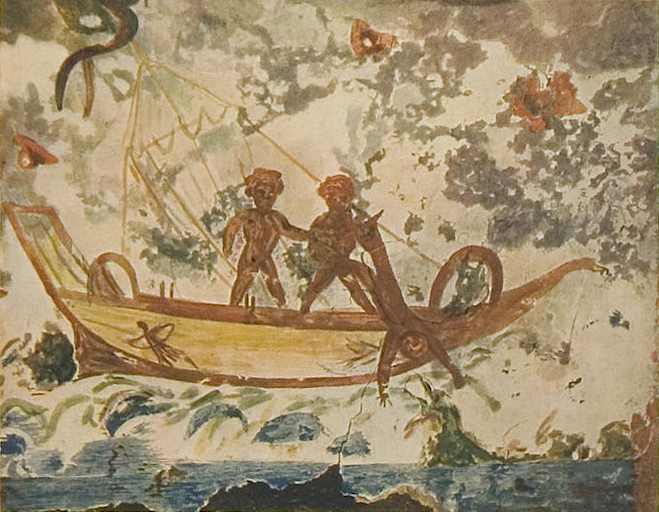
Una de las representaciones sobre la vida de Jonás de las catacumbas de Priscila.

Existía la costumbre de nombrar los cementerios por el nombre del fundador o principal gestor del lugar. En este caso, la denominación de cementerio de Priscila o catacumbas de Priscila es mencionado en diversas fuentes como la Depositio Episcoporum o la Depositio Martyrum.
Hay en el cementerio una inscripción a una Priscila: «PRISCILLA C. (f.)» que indica: «Priscila, ilustrísima mujer (clarissima foemina) y por tanto, que esta mujer pertenecía a la clase senatorial. Otras inscripciones hacen pensar que este cementerio contenía cadáveres de varios miembros de los Acilios, descendientes de Manio Acilio Glabrión, un cónsul y senador que había sido desterrado de Roma y luego condenado a muerte por Domiciano por haberse convertido al cristianismo.
La zona, por sus usos y decoración, así como por el tipo de materiales con las que ha sido construida, indica que había sido dedicada a otros usos antes de convertirse en cementerio y que algunas tumbas son de personas cuyos cadáveres fueron trasladados allí de otros cementerios. Esta tesis, sin embargo, es muy controvertida.

## Personajes enterrados en el cementerio
Algunos Papas fueron enterrados en este cementerio, como Marcelino (aunque su condición de mártir está en duda), Marcelo I, Silvestre I, Liberio, Siricio, Celestino I y Vigilio.
En este cementerio fueron puestos especialmente algunos mártires, y los más famosos son:
- Los santos Félix y Felipe.
- Crescenciano
- Priscila
- Fimita
- Las santas Pudenciana, Práxedes y Filomena
- Un grupo de 365 mártires (Pablo, Mauro y Simetrio)

## Elementos artísticos

### El criptopórtico
El criptopórtico es un amplio espacio de las catacumbas construido en ladrillo y piedras. Además de las paredes decoradas y de algunos espacios menores con tumbas y pinturas, contiene la capilla griega y el hipogeo de los Acilios. Su planta es rectangular y posee bóvedas de crucería. Se discute hasta el día de hoy sobre su uso original. Además de las puertas y arcos, tiene dos capillas. Los arcosolios están decorados aunque solo quedan restos de las pinturas que contenían.
Hay también un gran mausoleo con ábsides y bóveda. Las paredes inferiores estaban cubiertas de mármol. Al lado del ábside se hizo una tumba de mesa. Hay asimismo lóculos y hasta sarcófagos.
Tras el mausoleo y una serie de galerías, hay un arcosolio con pinturas de guirnaldas, pavos reales y escenas de Adán y Eva. Igualmente hay una imagen de Jonás y otra de la curación del ciego de nacimiento.

#### La capilla griega

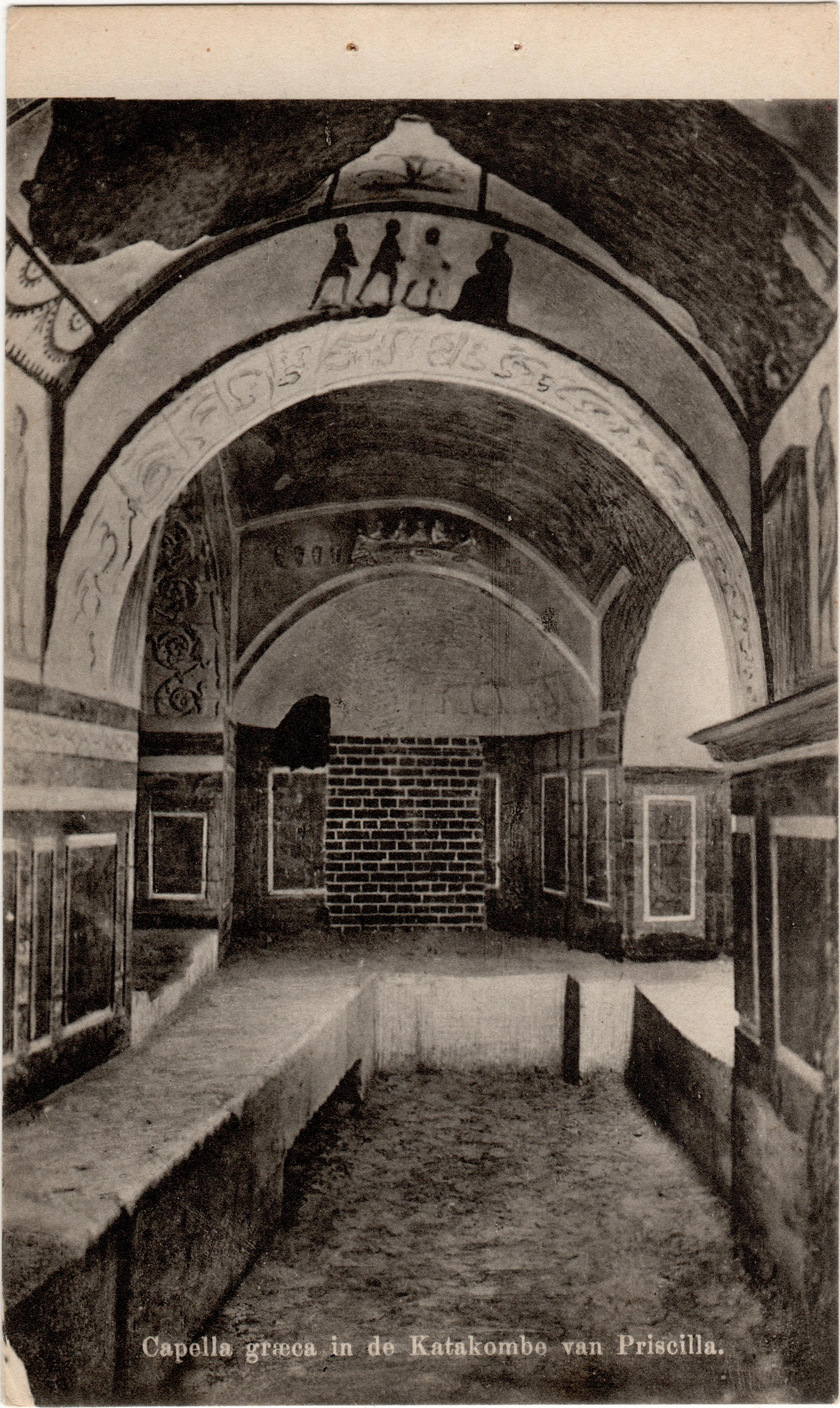
Capilla griega según una postal c. 1920.

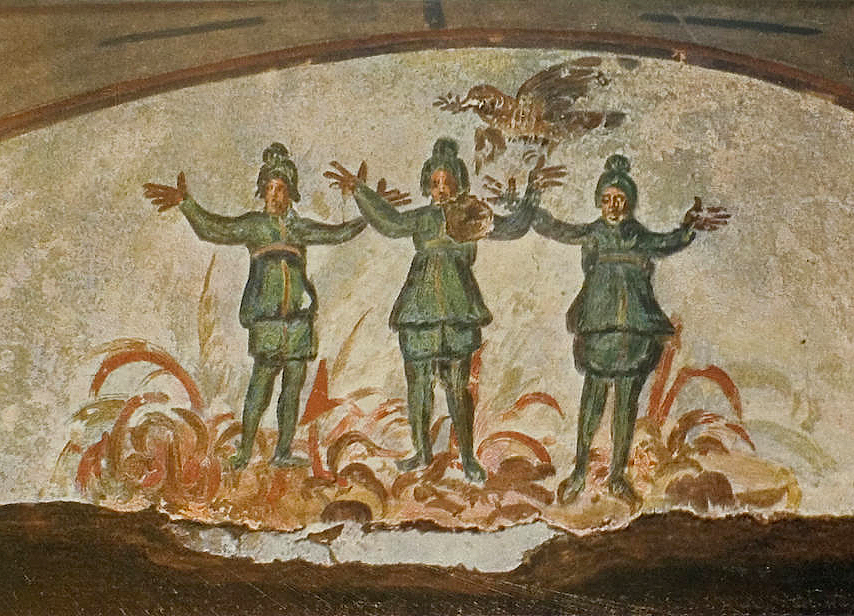
Los jóvenes hebreos en el horno.

Se denomina así a una cámara o cubículo por el hecho de estar separada en tres espacios con sus respectivas ábsides y arcos. Además las inscripciones de las paredes están en griego. Estaba destinada a alojar sarcófagos. Las inscripciones griegas dicen: «Óbrimo para su dulcísimo primo y condiscípulo Paladio, de buen recuerdo» y «Óbrimo a su dulcísima esposa, Nestoriana, de buen recuerdo».
Las representaciones de esta capilla están hechas con estuco y pintura de manera muy elegante. Es llamada la «capilla sixtina paleocristiana». Dado que las temáticas usadas y los colores empleados son diferentes, se discute también la posibilidad de que más de un artista o taller colaborara en la decoración de la capilla. Los frescos están datados entre la segunda mitad del siglo II y la segunda del siglo siguiente.

##### El primer espacio
En el techo había una serie de representaciones y adornos. Se aprecia una de Daniel en la fosa de los leones y algunas escenas de la vida de Jonás. En la pared derecha hay una representación de la curación del paralítico y un busto del Verano personificado. Bajo este hay una pintura del Fénix entre llamas. Se trata de la representación más antigua del Fénix en un contexto cristiano. Luego será usado incluso en mosaicos para representar la resurrección.
En la pared de la entrada, mirando desde dentro, hay una representación de Moisés haciendo brotar agua de la roca, Otra de los Tres jóvenes en el horno, vestidos a la usanza oriental. En las paredes de la derecha e izquierda (siempre mirando desde dentro hacia fuera) hay una representación del ciclo de Susana.
Sobre el arco que divide el primer espacio y el segundo hay una imagen de la Adoración de los magos. Aparece la Virgen sedente sosteniendo y ofreciendo al niño a los tres magos que le traen sus dones.

##### El segundo espacio

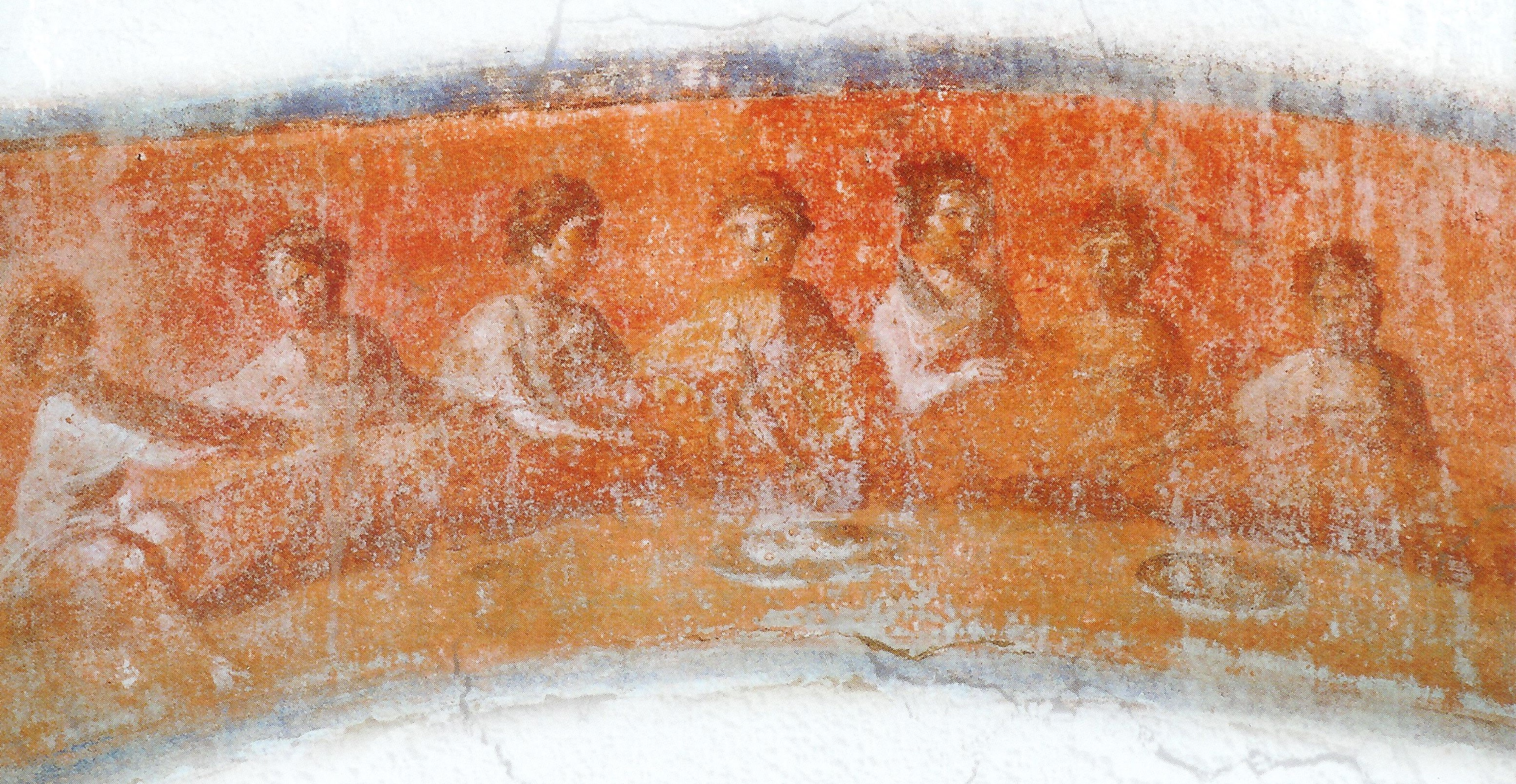
Ágape con la escena de la Fractio panis.

El segundo espacio tiene en el techo una representación que lo cubría completamente de la vid con sarmientos estilizados. En el centro había una escena de la que solo quedan algunos pies de cabritos apoyados en la base pintada de la vid. Sobre el arco del ábside hay una escena de la Fractio panis (partir el pan): se aprecia a un grupo de seis personas (cinco hombres y una mujer con un velo) en una mesa con un personaje principal barbado al centro con los brazos abiertos tras partir el pan. Tiene frente a sí una taza con dos orejas y dos platos: uno con dos panes y el otro con cinco peces. En los extremos, a la derecha hay tres cestas de pan y al lado izquierdo, cuatro. Estuvo escondida por una gruesa capa de cal hasta 1894, cuando fue descubierta por Joseph Wilpert.
A la izquierda arriba está la escena del Sacrificio de Isaac: aparece Abraham con el cuchillo en la mano. La representación de Isaac se ha perdido. El monte Moria aparece fortificado. A la derecha una escena de Daniel entre los leones: el profeta está en el centro con un león a cada lado y en el fondo un dibujo de la ciudad de Babilonia.
La pared de la entrada tiene un fresco de la Resurrección de Lázaro. La tumba de Lázaro tiene la arquitectura de un templo y Jesús alza sus manos hacia él. A su espalda se ve a una de las hermanas de Lázaro. Desde donde arranca el arco al lado izquierdo hay otra escena: esta vez Noé en el arca.

#### El hipogeo de los Acilios
Se llama hipogeo a una cámara subterránea destinada a sepulcro pero de pequeñas dimensiones. Era la planta baja de la anterior villa y se cree que era usada como cisterna. Allí se encuentran las inscripciones que han permitido nombrar las catacumbas y que muestran que servía como mausoleo familiar.
En la misma galería hay un arcosolio con pinturas de pavos reales y una inscripción en griego que dice: «Oh, Padre de todos los que has creado, acoge también a Irene, Zoe y Marcelo. A ti la gloria en Cristo». A continuación hay una imagen de un ancla.

### Lóculo del arenario con frescos del Buen Pastor y de la Virgen

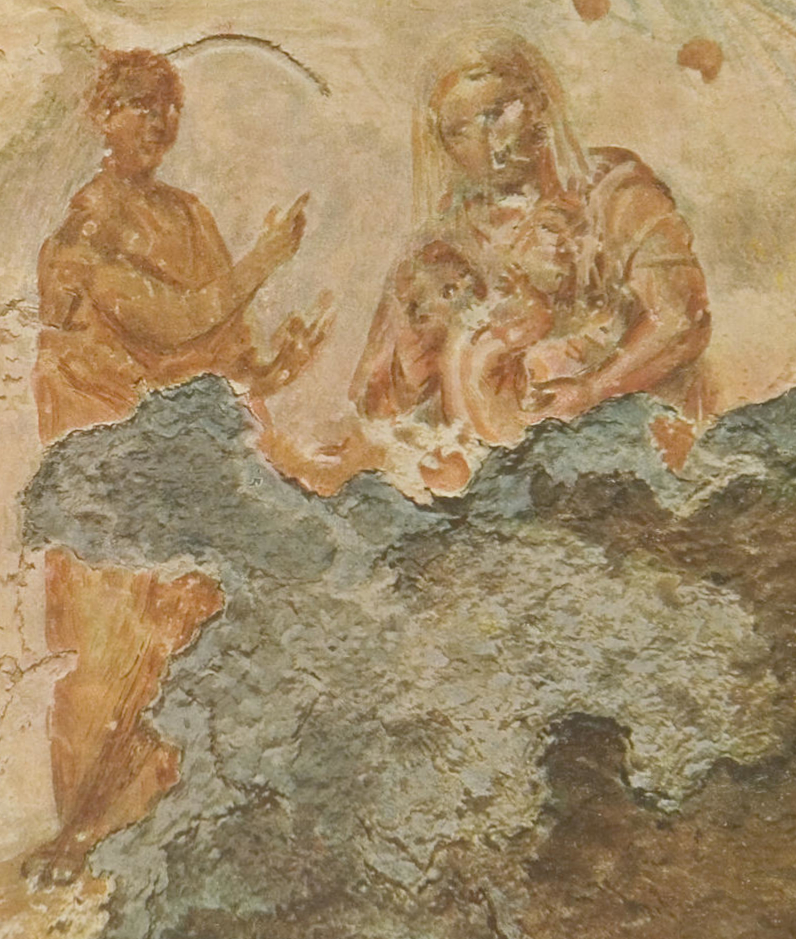
Fresco de la Virgen María con el niño Jesús en brazos, y el profeta Balaam. Datado de finales del, es la representación más antigua conocida de María y el Niño, y con ellos, la de la Navidad.

Se llama arenario a una serie de galerías muy largas con bóvedas amplias. Además de algunos cubículos, las paredes están llenas de lóculos. Hay un lóculo decorado que tiene en la parte del techo adyacente un fresco del Buen Pastor: lleva una cabrita en el hombro y hay dos cabritas al lado del pastor. Por encima del lomo de estos animales se representaron unos árboles con aves encima. Toda la representación está rodeada por un círculo rojo o naranja.
Hay también en la zona otra representación del Buen Pastor hecha en estuco y deteriorada, aunque clara todavía. Los detalles son los mismos. El fresco de la Virgen María está a un lado en una orientación diversa. La Virgen aparece vestida con una túnica de manga corta y lleva un velo. Sostiene entre los brazos al Niño Jesús y está sentada en un asiento sin respaldo. Sobre el personaje que tiene frente a ella se ha discutido mucho, siendo la explicación más aceptada la que lo identifica con el profeta Balaam, dado que apunta a una estrella que está pintada entre la Virgen y el profeta (tomando en cuenta el texto de Nm 24, 15-17: «Oráculo de Balaam, hijo de Beor, […] Álzase de Jacob una estrella, surge de Israel un cetro...». Según los estudios arqueológicos fue realizada aproximadamente a mediados del siglo II y, por lo tanto, esta pintura sería la más antigua que se conserva referida a la Virgen María.
Otras galerías del arenario tienen nuevas representaciones: decoraciones varias con animales y flores, otro Buen Pastor, las escenas de la vida de Jonás.
La parte más antigua de este arenario contiene tumbas de niños con inscripciones.

### El cubículo de laVelatio

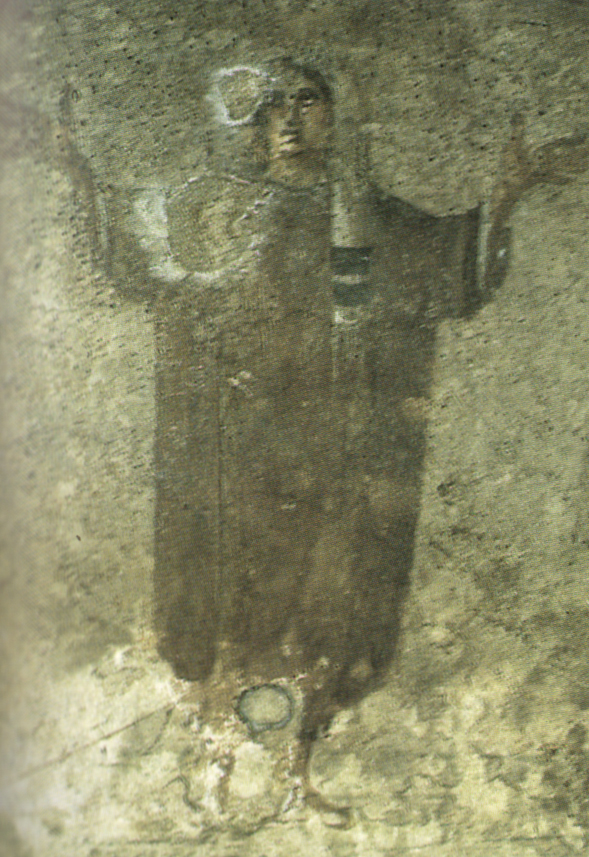
La orante con el velo en el cubículo de la Velatio.

El nombre dado a este lugar, se toma de la palabra latina cubiculum, que etimológicamente indica un recinto pequeño donde se «duerme» y que es un eufemismo para referirse a los muertos que allí yacen. Se usaba para indicar una parte del cementerio donde estaban personas de una misma familia.
Se llama «Velatio» por un fresco extraordinariamente bien conservado en una luneta que tiene tres escenas.
Antes de la luneta se aprecia en el arco de la entrada un compendio de la historia de Jonás, del momento en que la ballena lo arroja en la playa. Alrededor de la puerta quedan también diversos frescos de aves, animales y flores.
La de la izquierda (según el punto de vista del observador) representa a una persona mayor, barbado y vestido con una túnica larga, un manto y una capucha. Es sedente. Al lado de él hay una mujer joven, vestida con una dalmática amarilla y decorada. Lleva entre las manos un pergamino. Además se ve un hombre detrás que lleva un velo blanco con adornos rojos. Este hombre está vestido con una túnica de color verde-azul.
La escena del centro representa a una mujer vestida con una túnica púrpura que ya lleva puesto el velo y en posición de orante.
En la escena de la derecha, aparece nuevamente la mujer, esta vez sin el velo y con una túnica blanca. Lleva en sus brazos a un niño.
Se cree que las escenas sean de la vida de una mujer enterrada allí. La primera escena mostraría su matrimonio. Entonces el velo sería el flameum, o velo que usaba la mujer durante el matrimonio, y el pergamino sería la tabula nuptialis, donde se escribían las obligaciones legales de los esposos. La escena de la derecha solo indica que ella llegó a ser madre (probablemente murió de parto[cita requerida]). La figura central representa a la mujer en el cielo.
Los frescos están datados en la segunda mitad del siglo III. Bajo la escena central hay una inscripción: «BOSIVS» hecha en carboncillo: es Antonio Bosio, quien trabajó durante el siglo XVII en varios cementerios romanos.
En la pared derecha del cubículo hay otro fresco, esta vez representa a los Tres jóvenes en el horno (cf. Dn 3, 15-24 y 43-50) en actitud de orantes y con trajes orientales. Sobre ellos se aprecia una paloma que lleva en el pico un ramo de olivo.
La pared de la izquierda tiene una representación mutilada del sacrificio de Abraham (cf. Gn 22, 9-10): aparece Isaac que lleva la leña para el sacrificio y Abraham con gesto de apuntar.
En el techo, al centro, hay un fresco del Buen Pastor con algunas particularidades: lleva un cabrito en la mano izquierda y con la derecha apunta a otras cabritas. Alrededor queda una decoración de grandes arbustos y aves.